# 基爾伯恩公園站
基爾伯恩公園站（英語：Kilburn Park tube station）是一個位於布倫特區基爾伯恩的倫敦地鐵車站。此站位於貝克盧線上，介於女王公園和麥達維爾，屬於倫敦第2收費區。
此站位於劍橋大道，距離基爾伯恩高路以西大約100公尺，在其成為麥達維爾（A5道路）以前不遠。此站是二級登錄建築。

## 歷史
基爾伯恩公園在1915年1月31日作為貝克盧線延伸段臨時總站啟用，當時延伸段由帕丁頓站前往女王公園。1915年2月11日服務延長至女王公園。延伸段通車時，麥達維爾站仍未完工，此站的前一站仍為沃維克大道，直至1915年6月6日。車站大廈由斯坦利·希普斯設計，在早期萊斯利·格林設計的貝克盧線車站進行改良，帶有彩陶外牆，但第一層沒有大型半圓窗戶。此站是第一批以扶手電梯而非升降機設計的倫敦地鐵車站。

## 接駁交通
倫敦巴士31、32、206、316、328路，學校路線632路，夜間路線N28、N31路服務此站。同時此站距離倫敦地上鐵基爾伯恩高路站在步行範圍內。

## 圖片

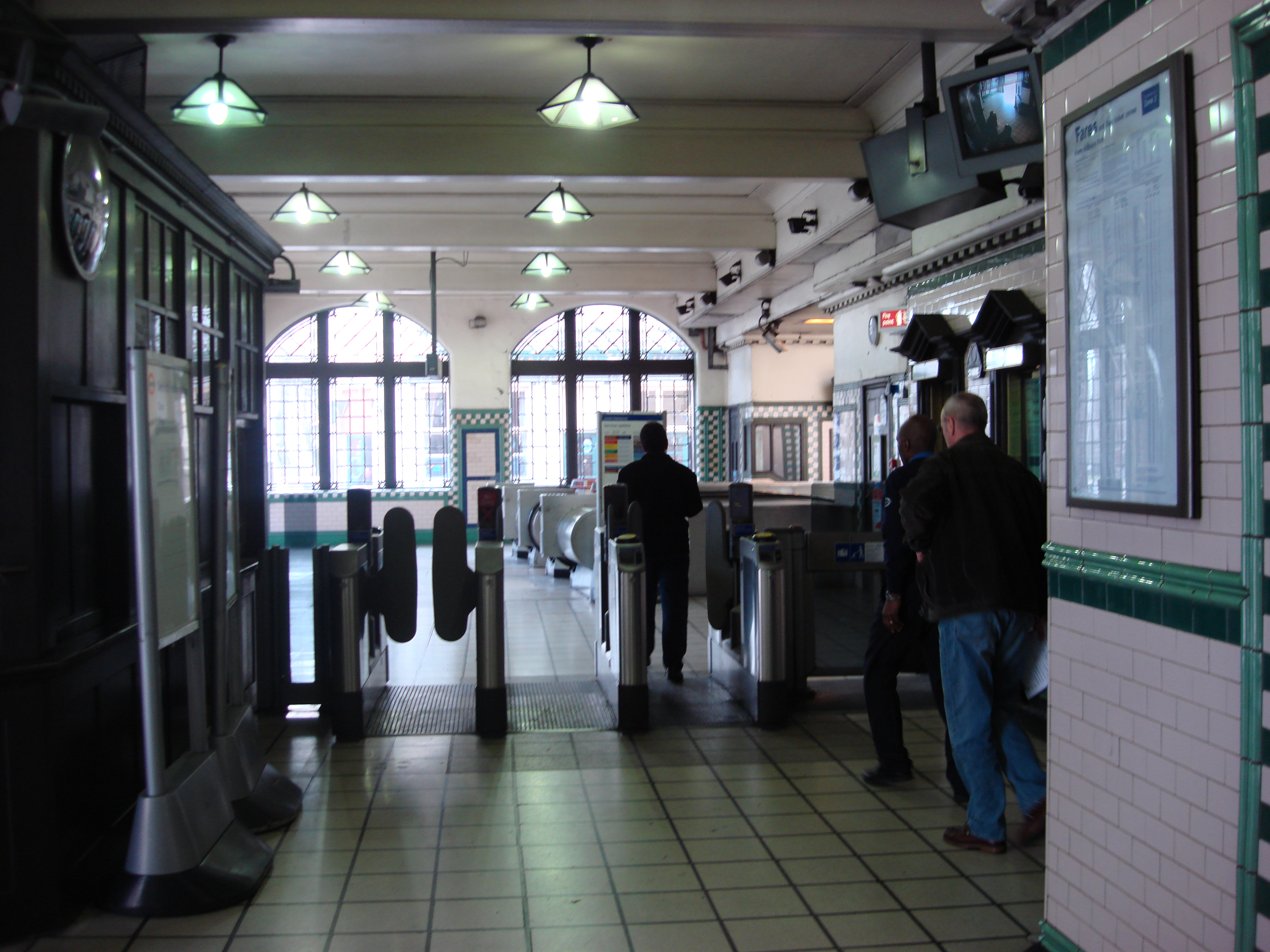
售票廳
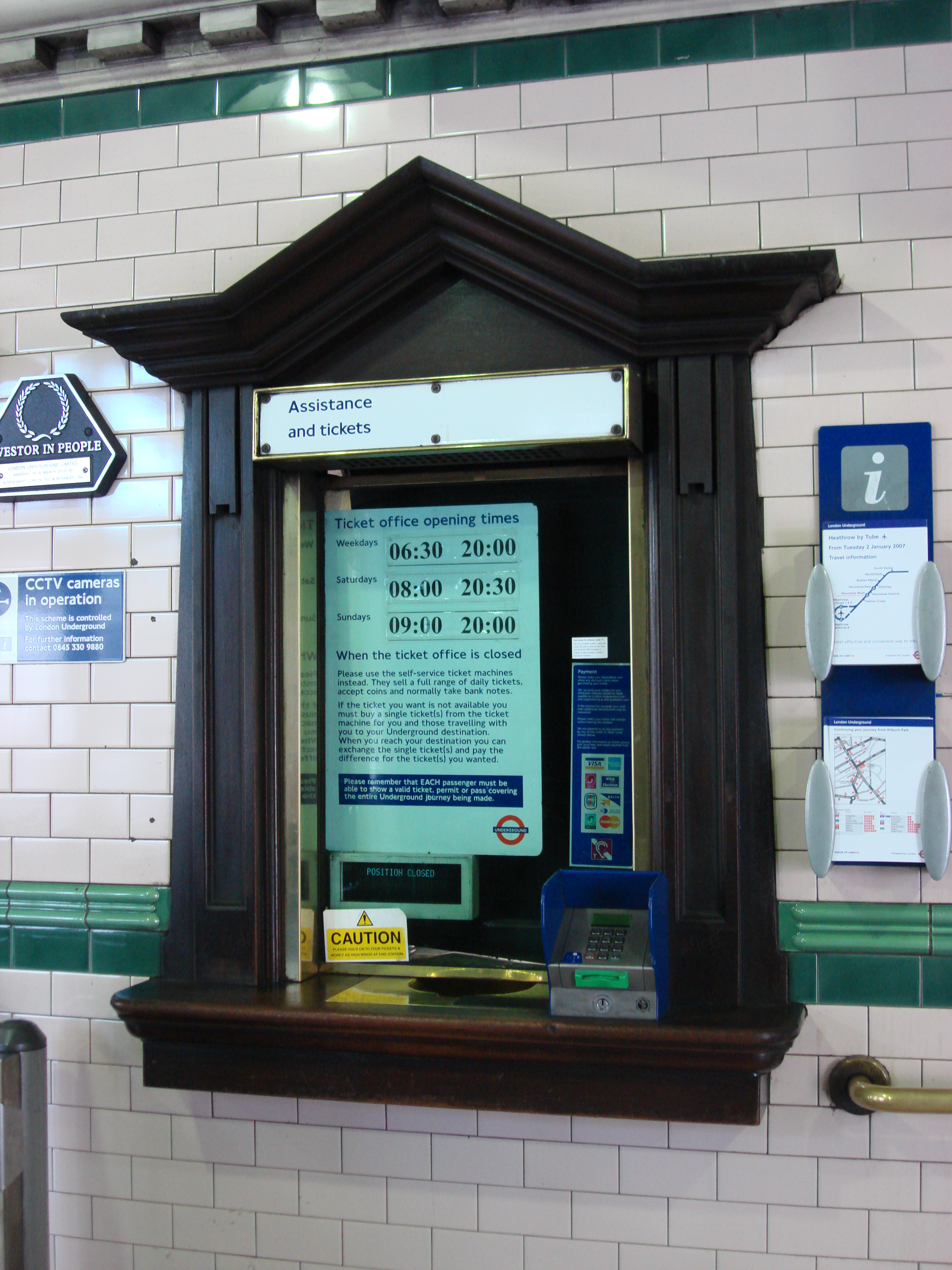
售票窗口
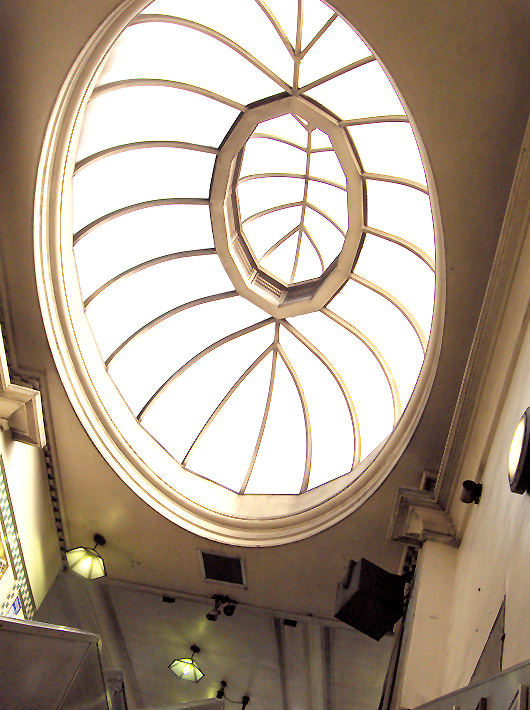
扶手電梯上的屋頂
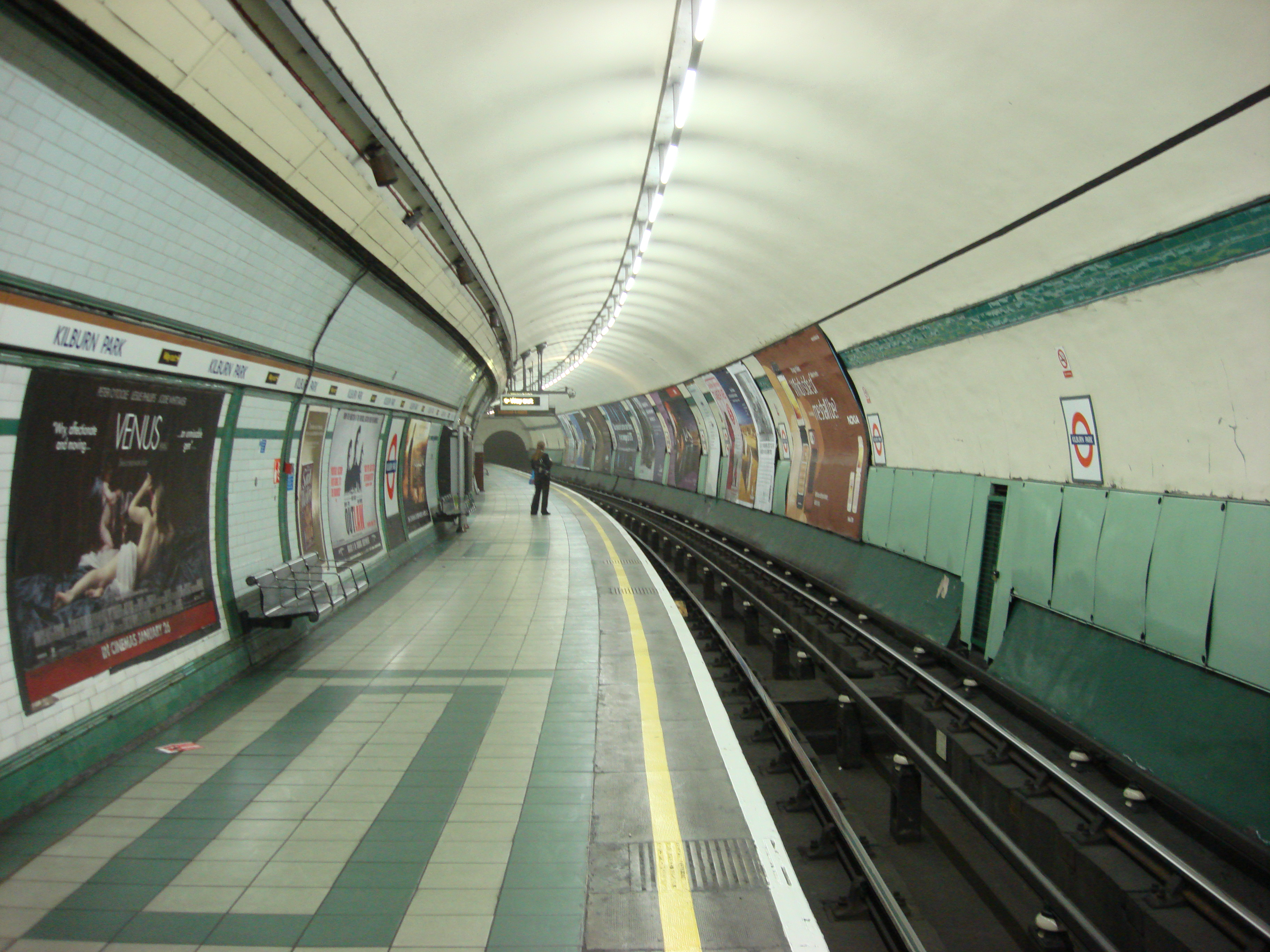
南行月台

## 外部連結
- London Transport Museum Photographic Archive （页面存档备份，存于）
  - Kilburn Park station, 1925
  - Lower concourse looking towards escalators, 2006